# Kamena Wurla
Kamena Wurla (gr. Καμένα Βούρλα) – miejscowość w Grecji, w administracji zdecentralizowanej Tesalia-Grecja Środkowa, w regionie Grecja Środkowa, w jednostce regionalnej Ftiotyda. Siedziba gminy Molos-Ajos Konstandinos. W 2011 roku liczyła 2761 mieszkańców. Znana jest z gorących źródeł o charakterze leczniczym.